# 2012年ロンドンオリンピックの開会式
2012年ロンドンオリンピックの開会式（2012ねんロンドンオリンピックのかいかいしき）では、2012年7月27日午後9時（イギリス夏時間、UTC+1）にロンドンのオリンピック・スタジアムで挙行された、ロンドンオリンピック（第30回夏季オリンピック）の開会式について取扱う。
この式典はシェークスピアの「テンペスト」のセリフのひとつにちなみ「The Isles of Wonder （驚きの島々）」と名付けられ、映画監督のダニー・ボイルが総合演出を、またアンダーワールドが音楽監督を務めた。開会式の予算は2700万ポンド（約33億円）、動員されたボランティアは15000人、ほかに羊70匹、馬12頭、牛3頭、ヤギ2匹、鶏10羽、アヒル10羽、ガチョウ9羽、牧羊犬3匹が使用された。挙行までに行われたリハーサルは200回以上である。

## 概要
式典のコンセプトである「The Isles of Wonder （驚きの島々）」とは、ウィリアム・シェイクスピアの戯曲『テンペスト』に登場する怪物キャリバンの「怖がることはない。島は雑音でいっぱいさ（"Be not afeard, the isle is full of noises"）」ではじまるセリフに由来しており、開会を告げるオリンピックベルにもこの一節が刻印されている。式典中にもケネス・ブラナー演じるイザムバード・キングダム・ブルネルが朗読した。
またウィリアム・ブレイクの『ミルトン』の題材も取り入れており、聖歌『エルサレム』の歌詞になった、序文にある「green and pleasant land」は「産業革命以前のイギリスの農村風景」(第1部)、「dark satanic mills」は「産業革命と製鉄所の風景」、「chariot of fire」は「映画『炎のランナー』（原題: Chariots of Fire）のテーマ曲を演奏するサイモン・ラトル指揮のロンドン交響楽団とMr.ビーンの掛け合い場面」の部分（第2部）で引用されている。また『炎のランナー』は式典で歌唱される聖歌『エルサレム』と関連しており、その歌詞には「dark satanic mills」「Chariots of Fire」の語が登場する。
さらに『ピーターパン』『不思議の国のアリス』『101匹わんちゃん』『メアリー・ポピンズ』『チキ・チキ・バン・バン』『ハリー・ポッター』などイギリスの児童文学や、ビートルズを草分けとした「クール・ブリタニア」と呼ばれるサブカルチャーもふんだんに取り入れられたものとなった。
夏季オリンピックの開会式が7月に行われたのは、1996年のアトランタオリンピック以来16年ぶり。

## 開会式
直前には雨が降っていた。
すべての部はマイク・オールドフィールドとバックバンドの演奏の音楽がセットされ、その選曲には「チューブラー・ベルズ」を部分的にならびかえたものも含まれていた（ステージの後ろには巨大な「チューブラー・ベルズ」のセットがあった）。

### 序章

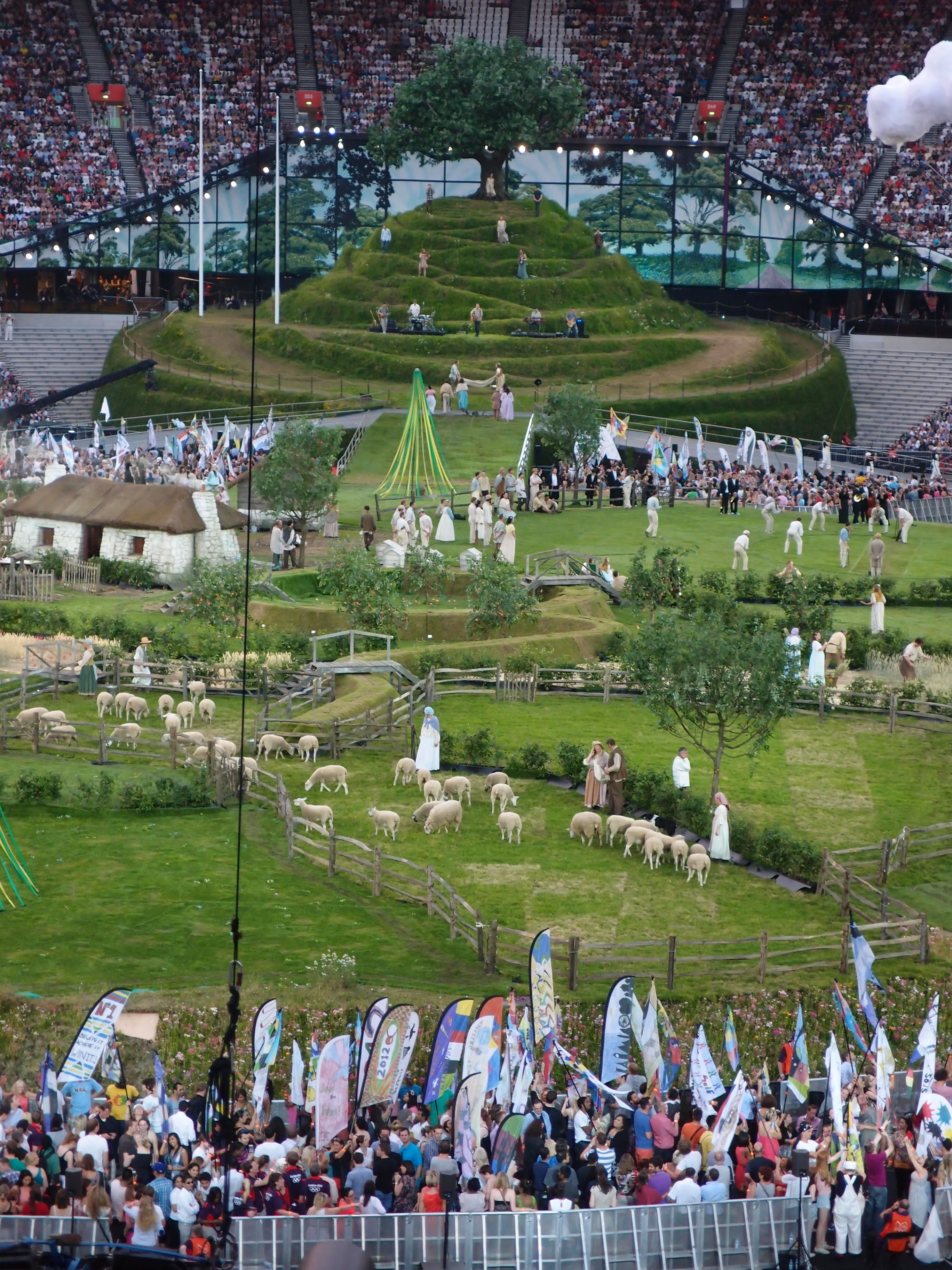
英国の農村風景のアトラクション。画面奥にグラストンベリー・トーの丘をモデルにした丘がある。

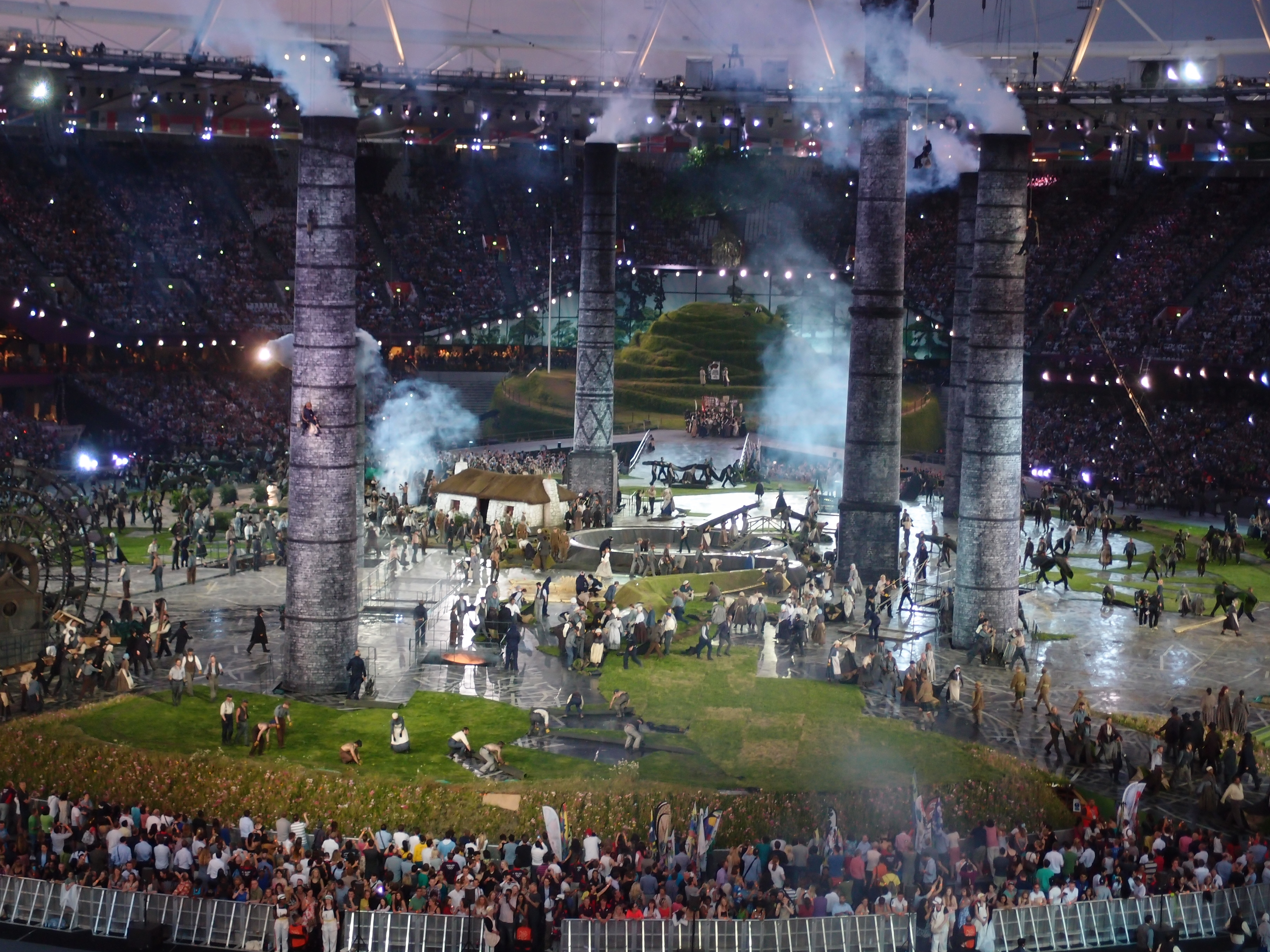
「産業革命」の部分

開会式は、BBCの協力のもとボイル監督が制作した2分間のフィルム映像で始まった 。
フィルムはグロスターシャーのテムズ川の源流で始まり、昔の農村風景と現在のイギリスの生活の様子が歴史を辿るように交互に映し出された。サントラにはアンドリュー・ロイド・ウェッバーの『サウスバンク・ショーのテーマ』(アルバム『ヴァリエーションズ』より)、サイモン・メイとレスリー・オズボーンの『イーストエンダーズのテーマ』、ザ・クラッシュの『ロンドン・コーリング』、セックスピストルズの『女王陛下万歳』など様々な楽曲が使用された
 。
五輪の歴史は序章フィルム終盤で、歴代夏五輪大会パンフレットをサブリミナル効果によって描かれた。本大会会場であるオリンピックスタジアムのリアルタイム映像に切り替わるとカウントダウンが始まり、場内の子供達が持つ10から1までの数字が書かれた風船がカウントごとに割れていき、観衆を開会へと導いた。その後、ツール・ド・フランス2012でイギリス人選手として初めて総合優勝を果たしたブラッドリー・ウィギンスが登場し、スタジアムの一隅にある巨大な鐘を鳴らした。

### 第1部

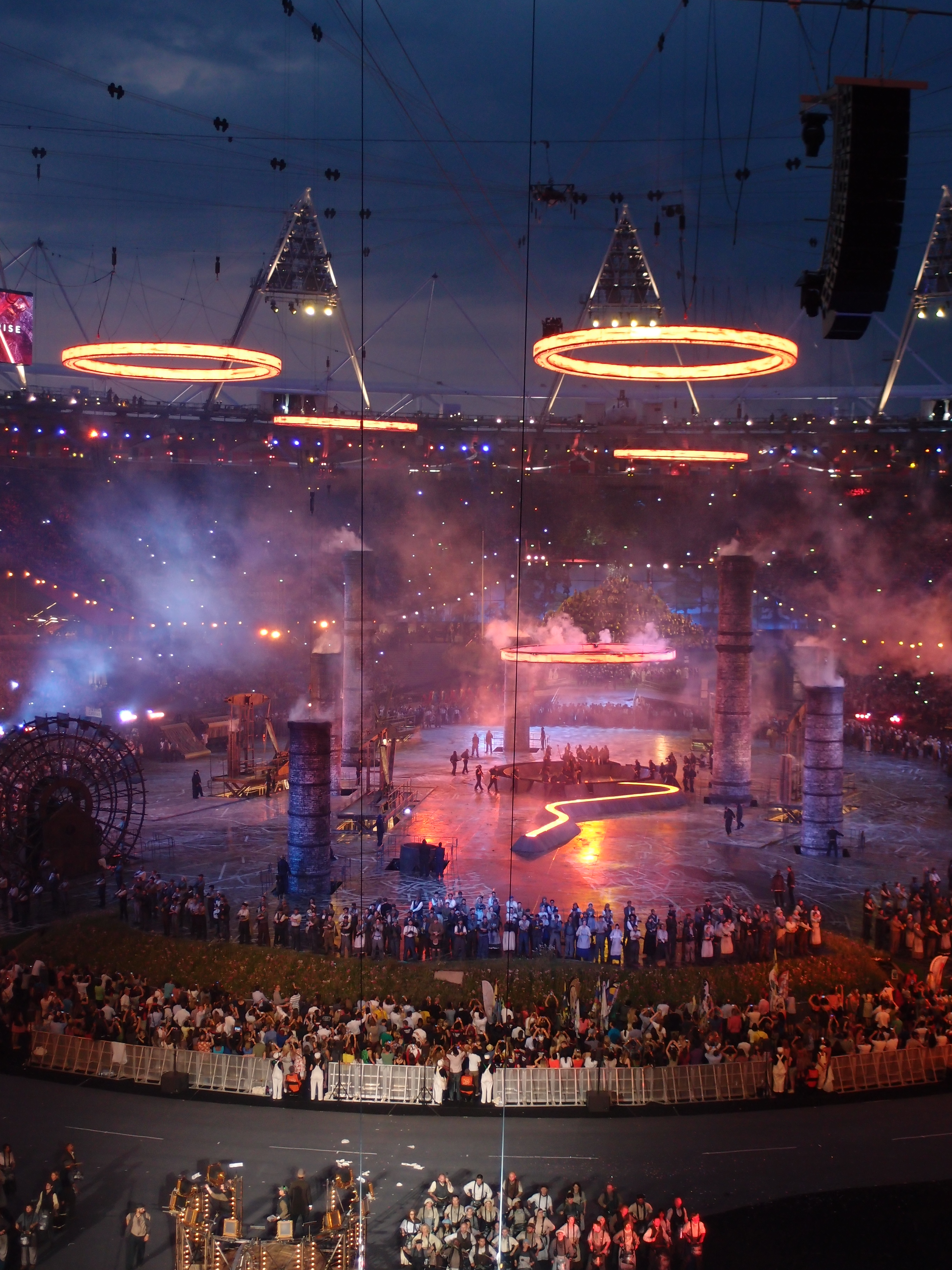
「鉄の五輪」が登場する場面

#### 緑の豊かな地（green and pleasant land）
開会式の最初のセクションは、産業革命以前から1960年代までのイギリスの経済的および社会的発展が凝縮されている。スタジアム中央にはボイルによって描かれたイギリスの標準的な村落が築かれ、グラストンベリー・トーをモデルにした丸い丘が中央に築かれ、その上に本物の動物たちが多数配された。ユースコーラスは、村で働く住民を演じる役者として、アカペラのパフォーマンスをはじめた。生のコーラスでイングランドの『エルサレム』が歌われ、それを補完する形で、北アイルランドのジャイアンツ・コーズウェーで『ダニー・ボーイ』を、スコットランドのエジンバラ城から『スコットランドの花』を、ウェールズのローシリー海岸で『Bread of Heaven』が歌われる様子が映像で紹介された。これらの賛歌の歌唱は、ラグビーユニオンのトライで締めくくられた。
パフォーマンスが進むと、ヴィクトリア朝の扮装の男たちを運びながら馬車がスタジアムに入ってきた。ケネス・ブラナー演じる技術者イザムバード・キングダム・ブルネルに導かれ、男らは馬車をおり、両手にある土地を調べはじめた。グラストンベリー・トーを歩いたあとに、エドワード・エルガーの『エニグマ変奏曲』の『ニムロッド』がオーケストラによって演奏される中、ブルネルはシェークスピアの『テンペスト』の第3幕第2場面での、怪物「キャリバン」による有名なセリフ「怖がらなくていいよ（"Be not afeard"）」の一節 （後述の関連項目参照）を引用した演説をした。『テンペスト』のキャリバンのこの一節引用は、グレートブリテン島への外国移民入植の繰り返しによって作られたイギリスの歴史の意も含まれる。

#### 暗黒のサタンの工場（dark satanic mills）
イザムバード・キングダム・ブルネルが見守る中、やがて産業革命が進み、煙突群が大地から立ち上がり始めるなか、村人は草を巻き取りながら退場し、労働者が入場して溶鉱炉から流れる赤い環状の鉄を鍛える。これは最終的にはオリンピック五輪の一つとなる。
ボイルは「伏魔殿」としてこのセクションを描き（『失楽園』の「地獄の首都」参照）、ヴィクトリア朝の進歩によって与えられた「とてつもないポテンシャル」として祝福したことを述べている。史実上的には、ロンドンではヴィクトリア朝の産業革命後1908年にオリンピックが開かれたということになるのを表現し、また1948年に第二次世界大戦後の最初のオリンピックも開催されたことも表現した。
エヴェリン・グレニーによって率いられた無数の打楽器隊の演奏の中、英国の文化遺産を象徴する人々がスタジアムの周りでパレードを行ったが、パーリー・キングズ・アンド・クイーンズ、『Sgt. Pepper's Lonely Hearts Club Band』のカヴァーでのビートルズの扮装をした男たち、女性参政権運動家の扮装をした女たち、チェルシー・ペンショナーなどが参加していた。
「パレード」が進むなか、5つのオリンピック五輪のうち4つがスタジアムの周囲から空中に現れ、のこるひとつは労働者たちの中から空中に高く上げられ、五輪の形となり炎のシャワーをスタジアムに降らせた。

### 女王の来臨と国歌演奏 (Happy & Glorious)

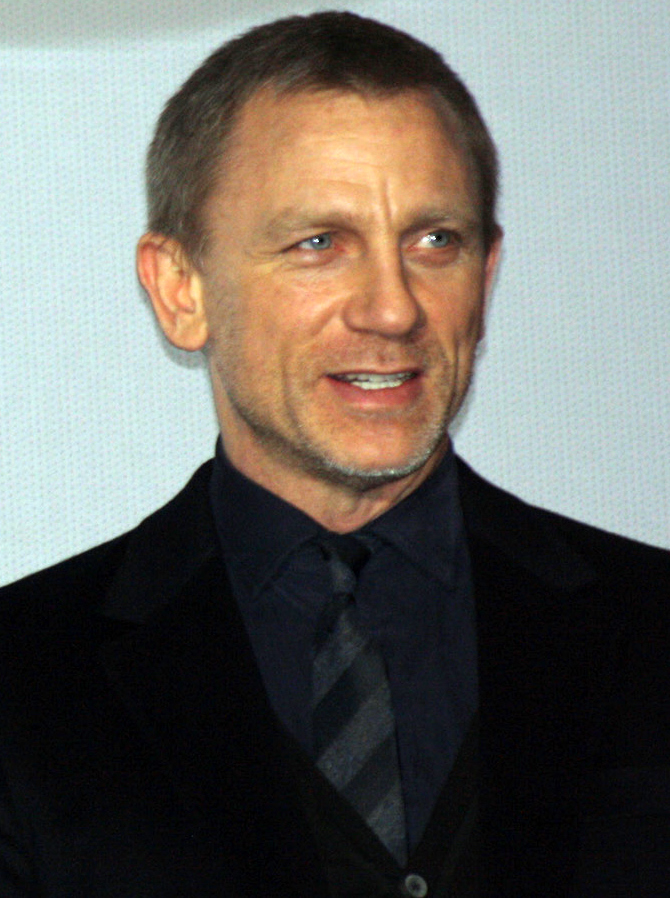
主人公のダニエル

フィルム作品『幸福と栄光を(Happy & Glorious) 』（ダニー・ボイル監督）が上映される。ジェームズ・ボンド（演：ダニエル・クレイグ）がエリザベス2世をバッキンガム宮殿から会場へエスコートする設定で、タキシード姿のジェームズ・ボンドがロンドンタクシーでバッキンガム宮殿に参内し、女王本人も宮殿内の私室でボンドを出迎えるシーンで出演（私室は、この撮影のために特別に許可された）。宮殿の外で待機していたヘリコプターに一緒に搭乗し、タワーブリッジなどのロンドン各地の名所上空を飛びながらスタジアムに向かって飛行する。チャーチル像がヘリコプターに手を振るシーンもある。
ここからはフィルム映像とスタントを融合させた演出となっており、フィルムでヘリが会場上空に差し掛かると同時に、リアルタイムのスタジアム上空に「ジェームズ・ボンドのテーマ」に合わせてヘリが登場。フィルム部分では、ボンドがヘリのドアを開け周囲の安全を確認したあと女王、続いてボンドがドアから飛び出す（このシーンは、開会式における最も印象的な場面と評されている）。リアルタイムのスタジアムでは、映像と同時に2人のフィルムでの服装と同じ衣装を着たスタントマンが降下、ユニオンジャックをあしらったパラシュートが開く（スタントマン2人は、その後付近の橋に着陸した）。
その直後、本物の女王がエディンバラ公とともにスタジアムの貴賓席に登場。そして、イギリス国旗が掲揚され、聴覚障碍者児童のケイオス合唱団がイギリス国歌「女王陛下万歳」を歌唱。なお、007シリーズのタイトルは作中のセリフから採られるのが慣行だが、『女王陛下万歳』の歌詞に「女王に勝利と幸福と栄光を(Happy & Glorious)をもたらしたまえ 」とある。
宮殿のシーンには2016年の夏季オリンピック開催地リオ・デ・ジャネイロにちなみ、ブラジル人の子供たちも登場している（宮殿見学ツアーの客役）。

### 第2部
国民保健サービスの従業員、特にグレートオーモンド小児病院の看護師と患者ら、はその「ゆりかごから墓場まで」と言われたイギリスの福祉サービスを祝福する部分を始めるためにスタジアムに入場した。看護師と患者を演じる俳優が続き、それに病院のベッドの上の子どもたち、そのなかにはベッドをトランポリンのようにしているものいる、が一緒に続いた。
ベッドの毛布は装飾されており、ベッドは笑顔(the logo of Great Ormond Street Hospital)にアレンジされていたし、そのロゴ"GOSH"は上から見えた
 。
子どもたちの踊りの部のあと、「グレートオーモンド小児病院」にイギリスの作家、ジェームス・マシュー・バリーが『ピーター・パン』の著作権を寄贈したエピソードを動機に、イギリスの作家による児童文学の称揚が『ハリー・ポッターシリーズ』の著者J・K・ローリングのジェームス・マシュー・バリーの「ピーター・パン」の一説の朗読とともにはじまった。そして、後世に影響を与えた児童文学の悪役の表現である「ハートの女王」（「不思議の国のアリス」）「キャプテン・フック」（「ピーター・パン」）、「クルエラ・デ・ビル」（「101匹わんちゃん」）と「ヴォルデモート卿」（「ハリー・ポッター」）「チャイルドキャッチャー（英語版）」（「チキ・チキ・バン・バン」）が現れ、子どもたちが怖がる。その後100人の女性が演じる「メアリー・ポピンズ」が彼らに続き、悪役たちを追い払うと、子どもたちはふたたび会場で踊り始めた。

#### 炎のランナー（Chariots of Fire）
サイモン・ラトルが指揮するロンドン交響楽団による『炎のランナー』（ヴァンゲリス）演奏。楽団後方にMr.ビーン（ローワン・アトキンソン）がシンセサイザー奏者として登場し、延々とド#の音を単調に弾き続ける。退屈したビーンは、片手間にスマートフォンをいじる、鼻紙を使って隣のグランドピアノ（イアン・ファーリントンが演奏中）の中に放り投げるなど勝手な行動を繰り広げ、途中からビーンの妄想の世界（フィルム映像）へと移る。
1924年パリオリンピックを題材にした映画『炎のランナー』のフィルムが映し出される。セント・アンドリュースのウエストサンド沿いをランナーたちが走るという有名なシーンに紛れ込み、一緒に走るビーン。へとへとにばてて脱落するが、その後ミニキャブをかっ飛ばして他のランナーを追い抜き、さらに前方を走るランナーをすっ転ばせると、堂々とゴールテープを切る。
フィルムが終わり現在のスタジアム映像に戻ると、妄想に浸るビーンに対して、ラトルが指揮台から終結部を演奏するよう指示を出す。我に返ったビーンはあわてて終結部を演奏するが、最後に余計なキーを押すとおならの音が出るというオチがつく。その後、ビーンはラトルに促されて起立し、ビーンではなくアトキンソンの名前がコールされ、アトキンソンが一礼して演目は終了する。

#### クール・ブリタニア(Frankie and June say...thanks Tim )
続いて、イギリスの大衆文化に関する演目が始まった。BBCの有名な主題歌「w:The Archers」のテーマにのって、家路をゆく若い母と息子が乗ったミニクーパーが会場の真ん中を走行。到着した家の両脇にはプロジェクションスクリーンが設置され、さまざまな映画やテレビ番組が映し出された（主にイギリスのもの）。「オリバー・ツイスト」や「w:Gregory's Girl」 、ボイル自身の作品「トレインスポッティング」も含まれていた 。その後、携帯電話にまつわる男女のちょっとした小芝居を挟みながら（移動手段のロンドン地下鉄を表現するのが巨大な電車ごっこだったり）、イギリスのポピュラー音楽をBGM にして大規模なダンスパフォーマンスを披露された。最後の楽曲はディジー・ラスカルの「ボンカーズ」であった。最終部では、イギリスの計算機技師でWWWの生みの親であるティム・バーナーズ＝リーが登場。世界初のWebサーバとWebブラウザを開発したNeXTcubeも登場させ、リーが「これはみんなのために（ "This is For Everyone"）」というメッセージをタイプすると、観客席のLED照明にも同様の文字が表示された。このメッセージは、世界を皆で共有するためのWWW（World Wide Web）と、競争相手とオリンピックを観戦する人々の多様性に対する援用の、両方の表明であった。会場の電光掲示板に、スピードボートを操縦してテムズ川をゆく正装姿のデイヴィッド・ベッカムと、そのボートに同乗し聖火を持ったJade Baileyの映像が映されると、「アシストの名人ベッカムは聖火リレーもアシストした」 と場内は大きくどよめいた。

#### 開会式に来られなかった人々のために祈り
スコットランドの歌手エミリー・サンデー が歌唱する讃美歌39番「日暮れて四方は暗く」の流れる中、夕焼け的オレンジ色の背景で、
アクラム・カーンを含むダンサー集団が、戦争および2005年ロンドン同時爆破事件の犠牲者の追悼のためにオリンピック停戦のパフォーマンスを披露した。
アメリカのNBCは、この部分に別の番組を挿入する恣意的な編集をしたために批判を浴びた。

### 参加国の選手団入場行進とスピーチ、オリンピック旗の掲揚

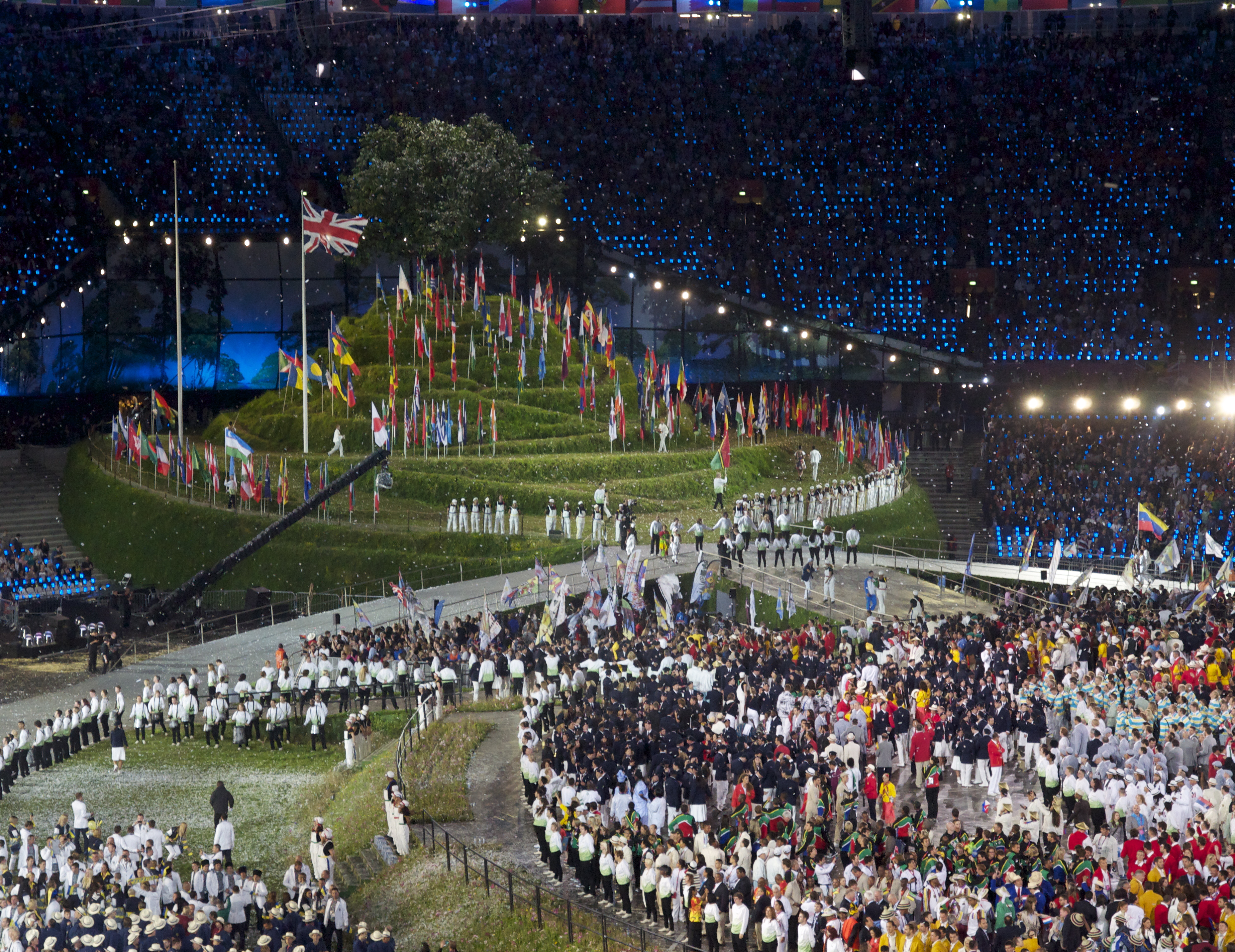
「丘」を取り囲むように立てられた参加国の国旗。

参加国の選手団の入場行進が、ペット・ショップ・ボーイズの『ウエストエンド・ガールズ』 とビージーズの『ステイン・アライヴ』を含むポピュラー音楽が流れる中 、続いて行われた。
慣行によりギリシャ選手団が行進の先頭を切った、そのあとにアルファベット順に各国選手団が行進し、行進の最後、トリを開催国の「チームGB」と呼ばれるイギリス選手団が飾った。イギリスの選手団はデヴィッド・ボウイの『ヒーローズ』に乗って行進した。国旗はそれぞれ、グラントンベリー・トアの丘の模型を取り囲むように立てられた。
なお行進において組織委員会の誘導ミスが発生しており、インドの入場時に前述のダンスショーに参加したインド出身の女性ダンサーが同伴行進 したり、途中退場を予定していた国をトラック内に入れてしまったり、日本選手団が場内を半周しただけで途中退場してしまったことが判明している。行進の最後にアークティック・モンキーズが自身の『I Bet You Look Good on the Dancefloor』 とビートルズの『カム・トゥゲザー』を演奏。演奏中、鳩をモチーフにしたコスチュームの人々が自転車に乗って続々と登場し、周回した。
演奏後、セバスチャン・コーとジャック・ロゲ のスピーチを経て、エリザベス2世が「私は、第30回近代オリンピアードを祝し、ここにロンドン大会の開会を宣言します（ I declare open the Games of London, celebrating the 30th Olympiad of the modern era.）」と公式に開会を宣言した。
86歳のエリザベス2世は、2006年トリノオリンピックにおけるカルロ・アツェリオ・チャンピ（当時85歳）を超え夏冬通して史上最年長での開会宣言となった。
次いで、オリンピック旗がオリンピックの価値の象徴として世界中から選ばれた8人の手によって入場した。
- ダニエル・バレンボイム - イスラエルの指揮者。イスラエルのパレスチナ政策を批判したことで知られる。
- サリー・ベッカー - イギリスの慈善団体「オペレーションエンジェル」の設立者。ボスニアやコソボで経済支援活動をしている。
- シャミ・チャクラバルティ - ベンガル系イギリス人学者。自由主義者。
- レイマ・ボウィ - リベリアの人権活動家。ノーベル平和賞受賞者。
- ハイレ・ゲブレセラシェ - エチオピアの陸上選手。
- ドレーン・ローレンス - ジャマイカ系イギリス人人権活動家。
- 潘基文 - 国連事務総長。
- マリーナ・シルヴァ - ブラジルの環境保護活動家。

かつてはオリンピック旗はオリンピックアスリートたちによって運ばれてきた伝統があったので、途中、モハメド・アリが登場し、アリは旗に触れた。アリが公の場に姿をあらわすのは3年ぶりのことであった。オリンピック旗は英国陸軍のカラーガードの手により、「オリンピック賛歌」の流れる中掲揚された。

### 聖火の点灯
船着き場に到着したベッカムとJade Baileyが、次のランナーであるスティーヴ・レッドグレーヴ（オリンピックのボート競技で金メダルを5個獲得）へ聖火を手渡した。聖火を受け取ったレッドグレーヴはスタジアムへと走り、そこからさらに、7人の若手選手たち（Callum Airlie, Jordan Duckitt, Desiree Henry, Katie Kirk, Cameron MacRitchie, Aidan Reynolds, Adelle Tracey）へ聖火が手渡された。この7名は、イギリスの著名なオリンピックメダリスト達から最終ランナーとして推薦指名された将来を担う10代のアスリートたちであった。
会場を一周した後、新たに6本の聖火用トーチを渡され、7人全員が聖火を掲げて聖火台の点灯へ向け走った。地面に大きな花のように放射線状に広がった装置があり、その先端には、選手団が入場する際、各国が1つずつ運んできた銅の花びら（全部で204個）が装着されていた。7人がそれぞれ銅器に聖火をかざすと、螺旋を描くようにゆっくりと、銅器から銅器へと火が灯った。すべての銅器が灯火すると、銅器を支えるアームが徐々に高く持ち上がっていき、ひとつの巨大な炎となり聖火台へと姿を変えた。聖火台が燃えている間、アレックス・トリンブル（トゥー・ドア・シネマ・クラブ）が「Caliban's Dream」を歌唱した。この曲はアンダー・ワールドのリック・スミスが開会式のために書き下ろした。
そして、トリとしてポール・マッカートニーが登場、「ジ・エンド」のコーダ部分と「ヘイ・ジュード」を演奏・歌唱。ヘイ・ジュードの最後のリフレインの部分では、選手・観客全員での大合唱となって式典を締めくくった。

## サウンドトラック
本大会の開会式に使用された楽曲をおさめたアルバム「Isles of Wonder」が開会式の翌日の7月28日からネット配信が行われた。8月2日には2枚組のCDがデッカレコードから発売された。なお、エヴェリン・グレニーによる実際の開会式での演奏パートは録音されていない（「And I Will Kiss」）。また、アークティック・モンキーズによる2曲のライブ音源（「I Bet You Look Good On The Dancefloor」、「Come Together」）は7月23日のリハーサルで録音されたものである。

## 日本での放送
NHK総合テレビ（キャスター：武田真一アナウンサー・廣瀬智美アナウンサー）とNHKラジオ第一放送で生中継された。NHK総合テレビジョンで9:52から、日本テレビで録画放送された。

## ギャラリー

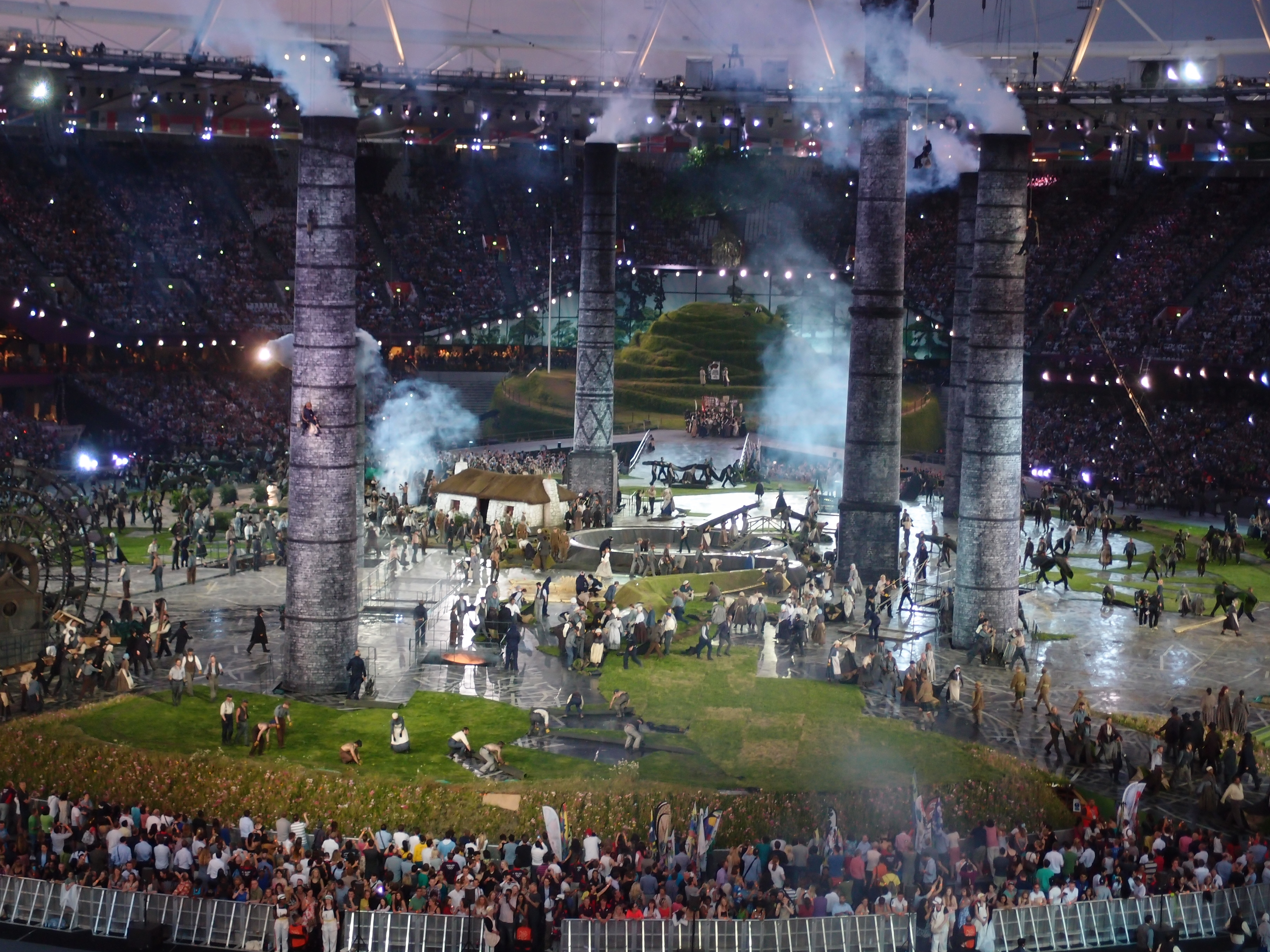
式典中の産業革命の場面。
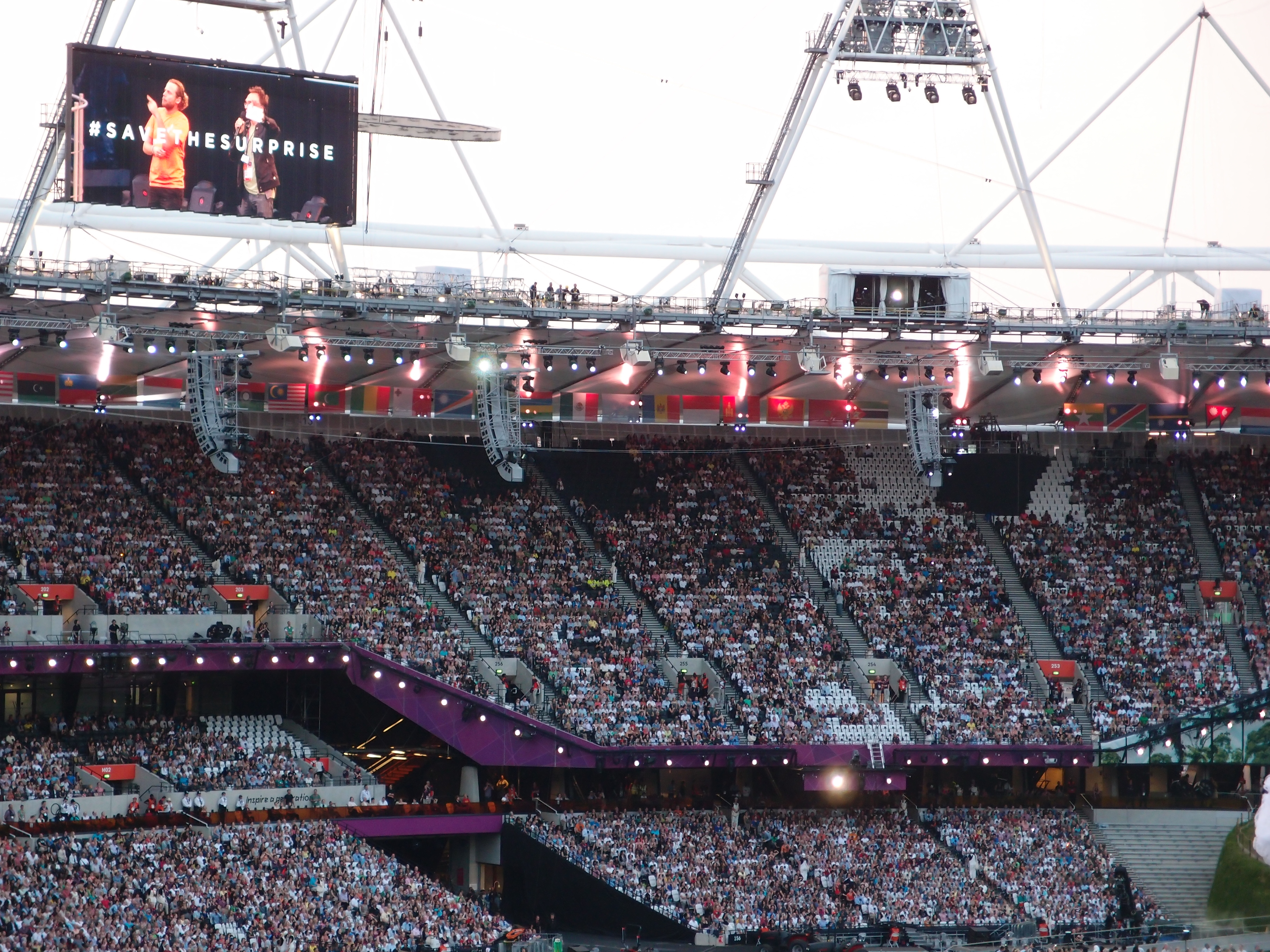
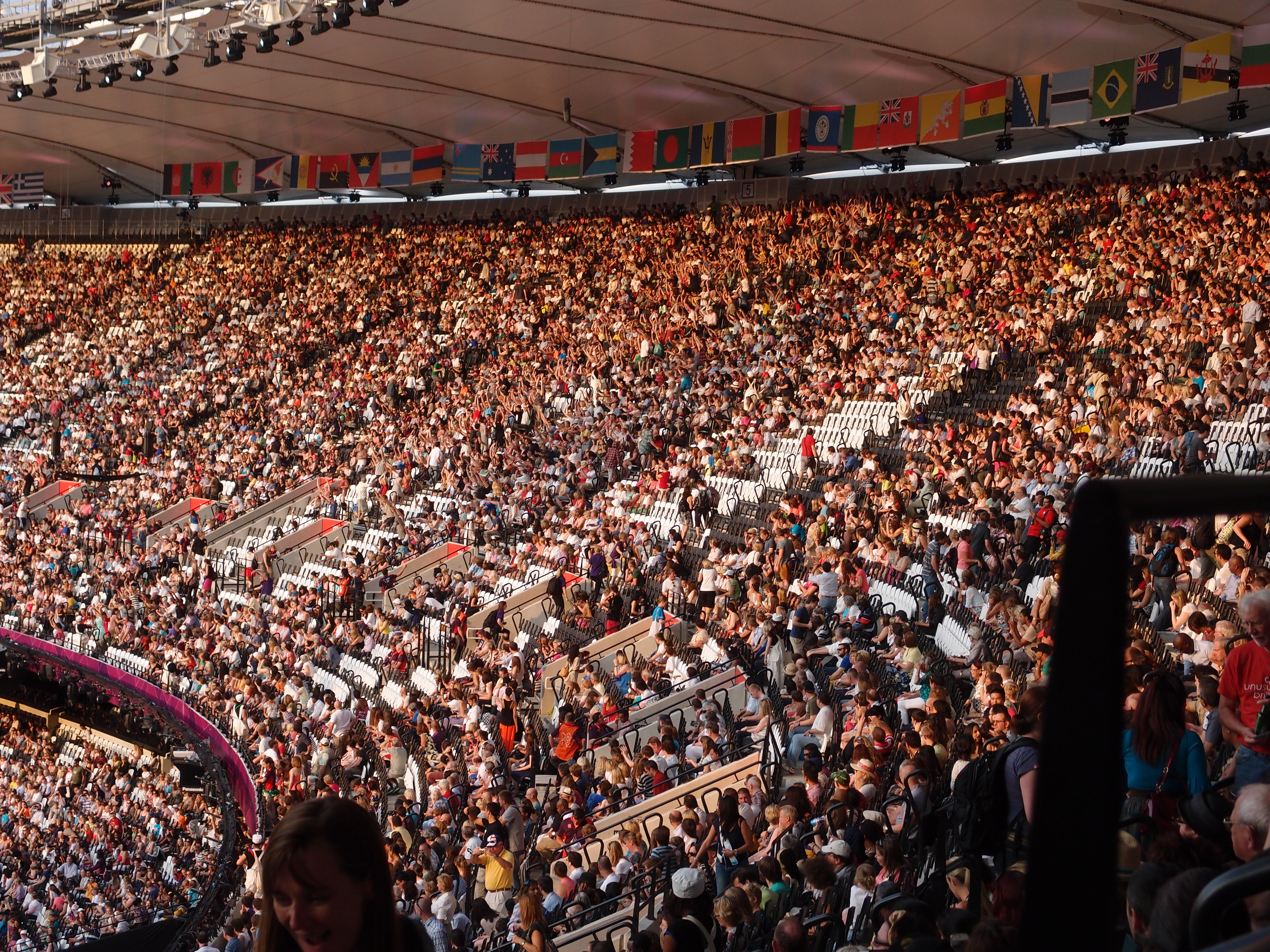
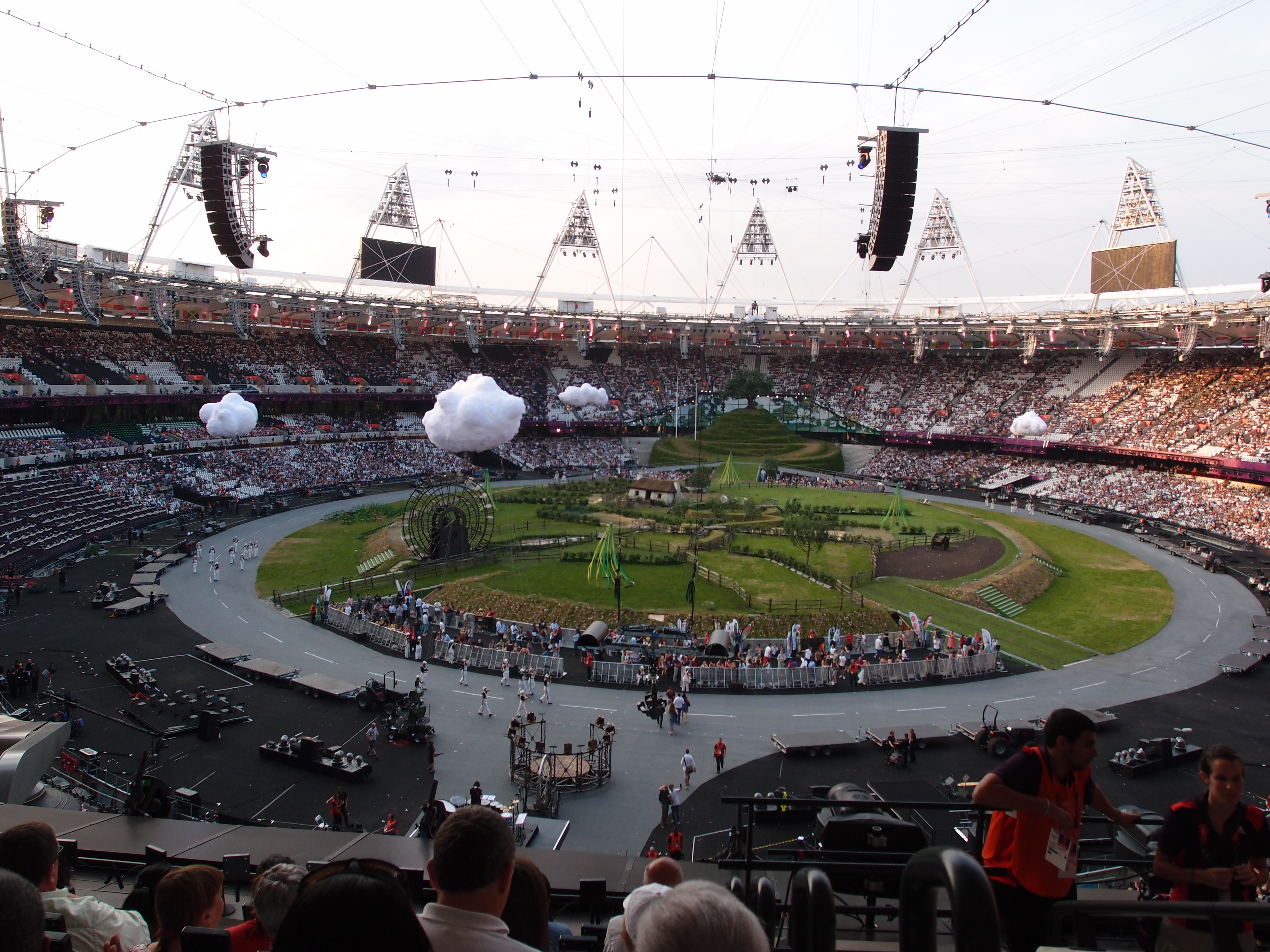

## 関連項目

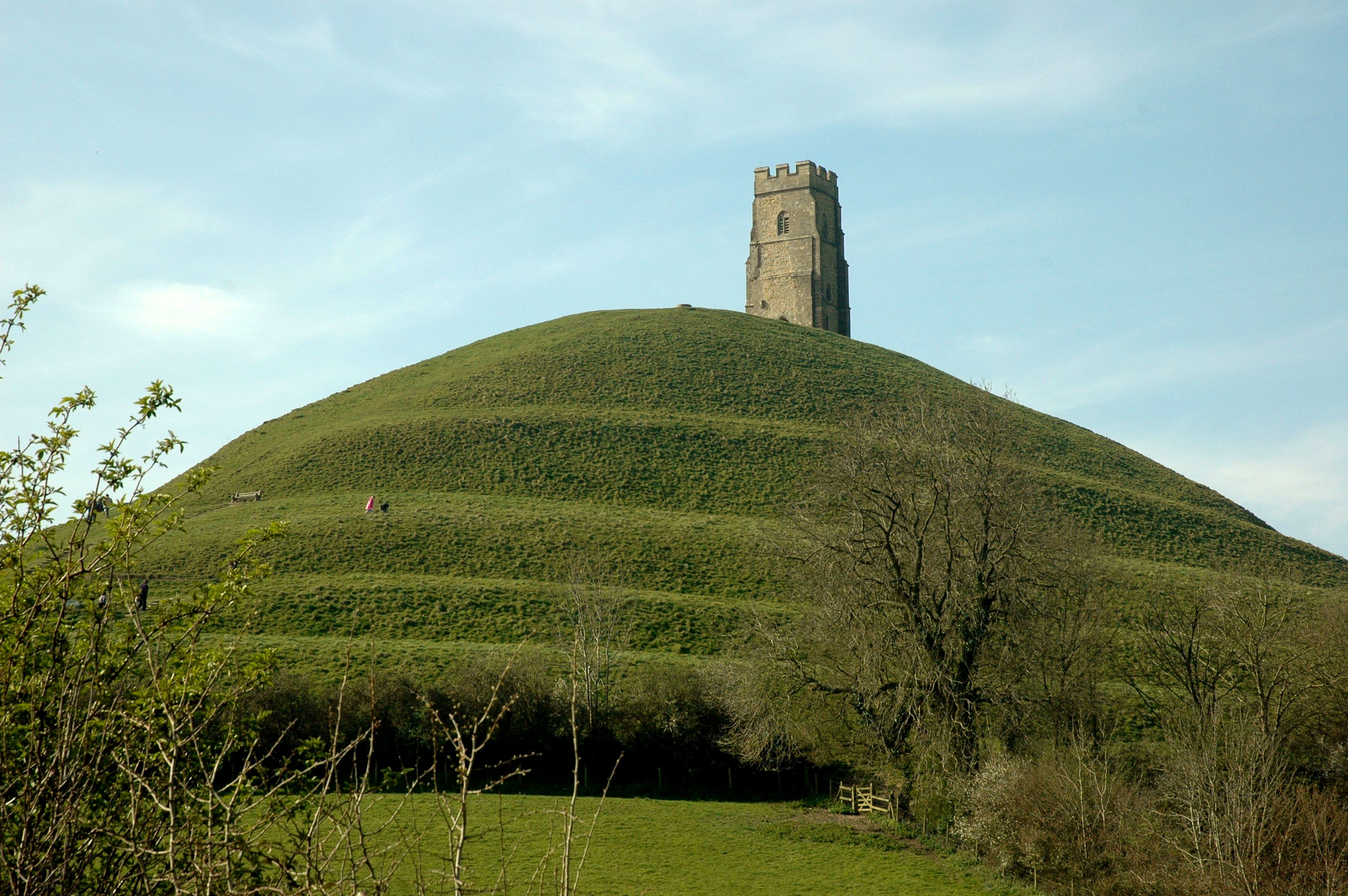
開会式のアトラクションの中心であり、各国の国旗の掲揚場所のモデルになったグラストンベリー・トーの丘